# Центральный (стадион, Гиссар)
Центральный стадион Гисса́ра или Маркази́ (тадж. Варзишгоҳи марказии Ҳисор) — многофункциональный стадион в таджикистанском городе Гиссар (Гиссарский район РРП), в 12 км к западу от Душанбе. Был построен в 2014—2015 годах, открыт в октябре 2015 года. Один из крупнейших стадионов Таджикистана, вмещает в себя 20 тысяч зрителей. Домашние матчи на этом стадионе проводят футбольный клуб «Баркчи». Также свои некоторые матчи на этом стадионе проводят национальная сборная Таджикистана, юношеская и молодёжная сборные страны, а также некоторые клубы из Высшей лиги чемпионата Таджикистана, собственные стадионы которых по разным причинам не были допущены для проведения матчей Высшей лиги.
Стадион был торжественно открыт 27 октября 2015 года, и был приурочен к 3000-летию Гиссара. В торжественном открытии принимал участие президент Таджикистана Эмомали Рахмон. Строительство стадиона обошлось в чуть более 42 миллиона сомони.
В июле 2017 года стадион впервые принял у себя матчи международного турнира — Кубок ФАЦА среди юношеских сборных до 15 лет.
4 ноября 2017 года на стадионе Гиссар прошёл финальный матч Кубка АФК 2017, в котором встречались душанбинский «Истиклол» и иракский «Аль-Кува» («Эйр Форс»). Матч завершился со счётом 0:1 в пользу иракского клуба, который стал обладателем Кубка АФК 2017.